# ادوارد هرتزن

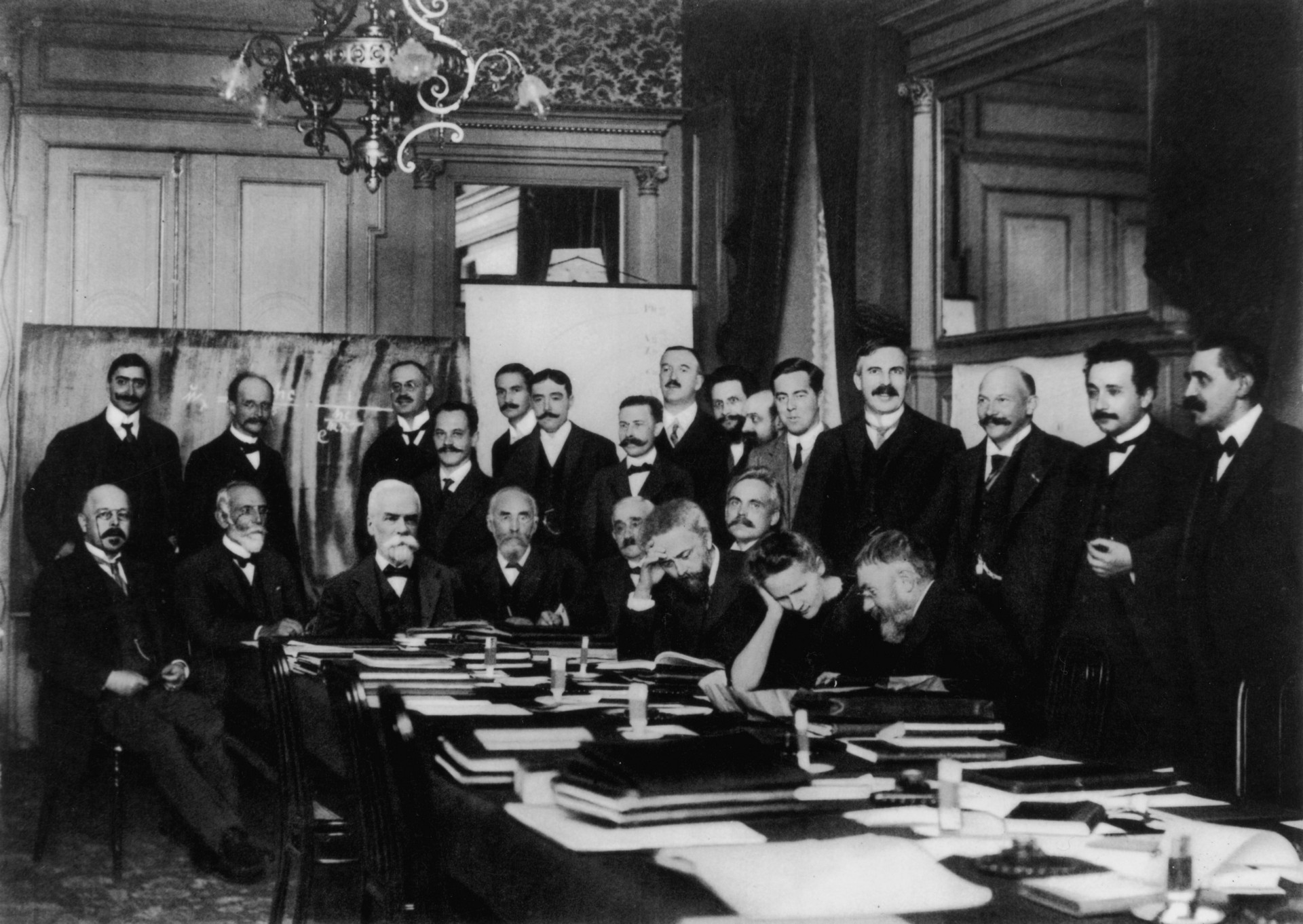

ادوارد هرتزن (فلورانس ۱۸۷۷-۱۹۳۶) شیمی‌دان بلژیکی که نقش اساسی را در طول قرن ۲۰ و در پیشبرد دانش شیمی و فیزیک ایفا نمود. او با ارنست سلوی همکاری‌هایی داشته و در کنفرانس‌های اول، دوم، چهارم، پنجم و ششم کنفرانس سلوی شرکت کرد.

## زندگی‌نامه
ادوارد هرتزن نوهٔ الکساندر ایوانوویچ هرتسن نویسنده‌ای انقلابی و متفکری برجسته بود. ادوارد هرتزن در سال ۱۹۰۲ نطریه‌های قابل توجهی را راجع به کشش سطحی بیان نمود. ادوارد هرتزن در سال ۱۹۲۱ مسئول بخش شیمی موسسه مطالعات پیشرفته (به فرانسه: l'Institut des Hautes-Études) بلژیک گشت. او در سال ۱۹۲۴ با همکاری هندریک لورنتز با مقاله‌ای راجع به جرم و انرژی منتشر کرد و همچنین در این سال کتاب مشهوری به نام نسبیت انیشتین (به فرانسه: La Relativité d'Einstein) را نگاشت، که توسط کتابخانه جدید لوزان (به انگلیسی: New Library of Lausanne) انتشار یافت.